# 올리브개코원숭이
올리브개코원숭이(Papio anubis) 또는 올리브비비는 긴꼬리원숭이과(Cercopithecidae)에 속하는 영장류 개코원숭이의 하나이며, 학명을 따서 아누비스개코원숭이 라고도 일컫는다. 모든 개코원숭이 중에서 가장 넓은 서식지에 분포하고 있는 종이며, 북쪽으로는 말리에서부터 에티오피아까지 그리고 남쪽으로는 탄자니아까지, 적도상의 아프리카 전역의 25개 국가에서 발견된다. 또한 일부는 타 지역과 고립된 사하라 산악 지대에서도 발견되며, 주로 사바나, 스텝 그리고 숲 지역에서 서식한다. 이름처럼 올리브색의 모피를 가졌지만 멀리서 보면 녹회색에 가깝다. 사회성이 강한 동물로 음성 및 비음성 소통의 종류가 다양하며, 복잡한 사회 구조를 지닌다. 성질이 매우 사나워서 표범과도 대적할 정도다.

## 겉모습

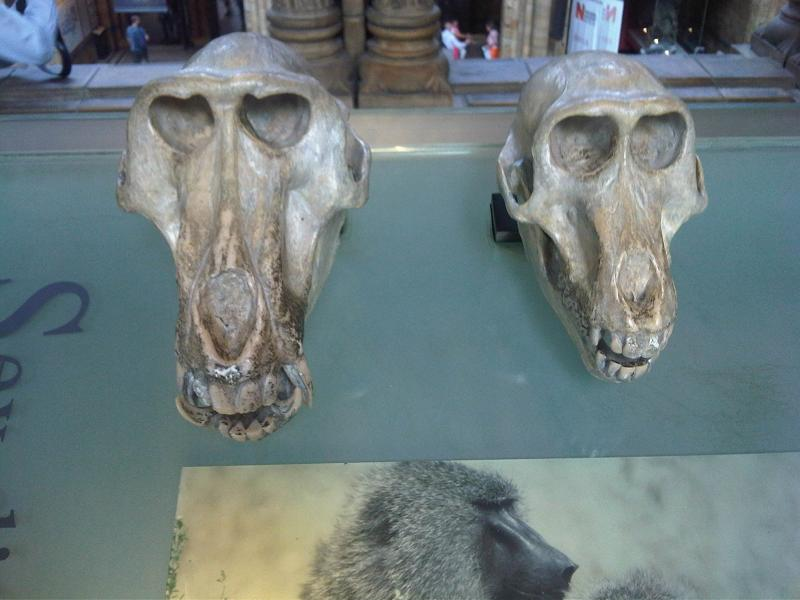
수컷(왼쪽)과 암컷(오른쪽)의 두개골

올리브개코원숭이의 이름은 가죽 색깔에서 비롯되었지만, 얼마간 떨어져서 보면 대개 녹회색으로 보인다.학명은 흔히 개, 자칼의 머리로 묘사되는 고대 이집트의 신 아누비스에서 유래했는 데, 이는 개코원숭이의 주둥이(코)가 개를 닮았기 때문이다. 좀 더 가까운 거리에서는 털 가죽은 다양한 색을 띠는 데 이는 머리의 황갈색과 검은 색의 둥근 띠가 혼합되기 때문이다. 개코원숭이 얼굴의 털은 더 섬세하고 어두운 회색에서 검은 색까지 다양하다.
수컷 올리브개코원숭이는 어깨와 등에 걸쳐 망토 모양의 갈기가 있으며, 색상은 암수의 차이가 거의 없다. 직립했을 때 수컷의 키는 70cm, 암컷의 키는 60cm 정도이며, 이빨과 송곳니도 수컷 쪽이 더 크다. 차크마개코원숭이·맨드릴을 제외하면 구세계원숭이 중에서는 가장 덩치가 크다. 머리에서 몸통까지의 길이는 50~114cm이며 대개 85cm 안팎이다. 네 발로 섰을 때의 어깨높이는 수컷 70cm, 암컷 55cm 내외이며 몸무게는 10~37㎏ 정도이지만 수컷은 주로 24㎏, 암컷은 14.7㎏이 보통이며 어떤 수컷은 50㎏까지도 자랄 수 있다.
다른 개코원숭이들과 같이, 주둥이와 걸음걸이는 개과 동물과 매우 흡사하다. 꼬리는 마치 부러진 것처럼 생겼으며 U자 모양으로 땅에 끌린다. 또한 뺨 부분에는 먹이를 저장할 수 있는 뺨주머니가 있다.

## 분포와 서식
적도상의 중앙아프리카 25개국에 널리 분포하며, 범위는 대륙의 서쪽 끝에서 동쪽 해안선까지 이어질 정도로 넓다. 다른 개코원숭이들의 서식지와 상당 부분이 겹치기 때문에 정확히 어디까지 분포하는지는 확인되지 않았는데, 이 점 때문에 많은 지역에서 올리브개코원숭이와 다른 개코원숭이들 사이에서 태어난 잡종이 포착되고 있다. 예컨대 망토개코원숭이와 올리브개코원숭이의 교잡이 에티오피아에서 일어난 바 있으며, 노랑개코원숭이와의 잡종도 발견되었다.아직 교잡으로 인해 태어난 원숭이들에 관한 연구는 활발히 진행되어 있지 않다.
넓은 지역에 걸쳐 사는 만큼 다양한 환경에 적응해 서식할 수 있다. 대개는 사바나의 초원, 또는 그 인근의 숲에서 주로 서식하지만 열대 우림과 사막에서도 살아갈 수 있다.

## 습성과 생태

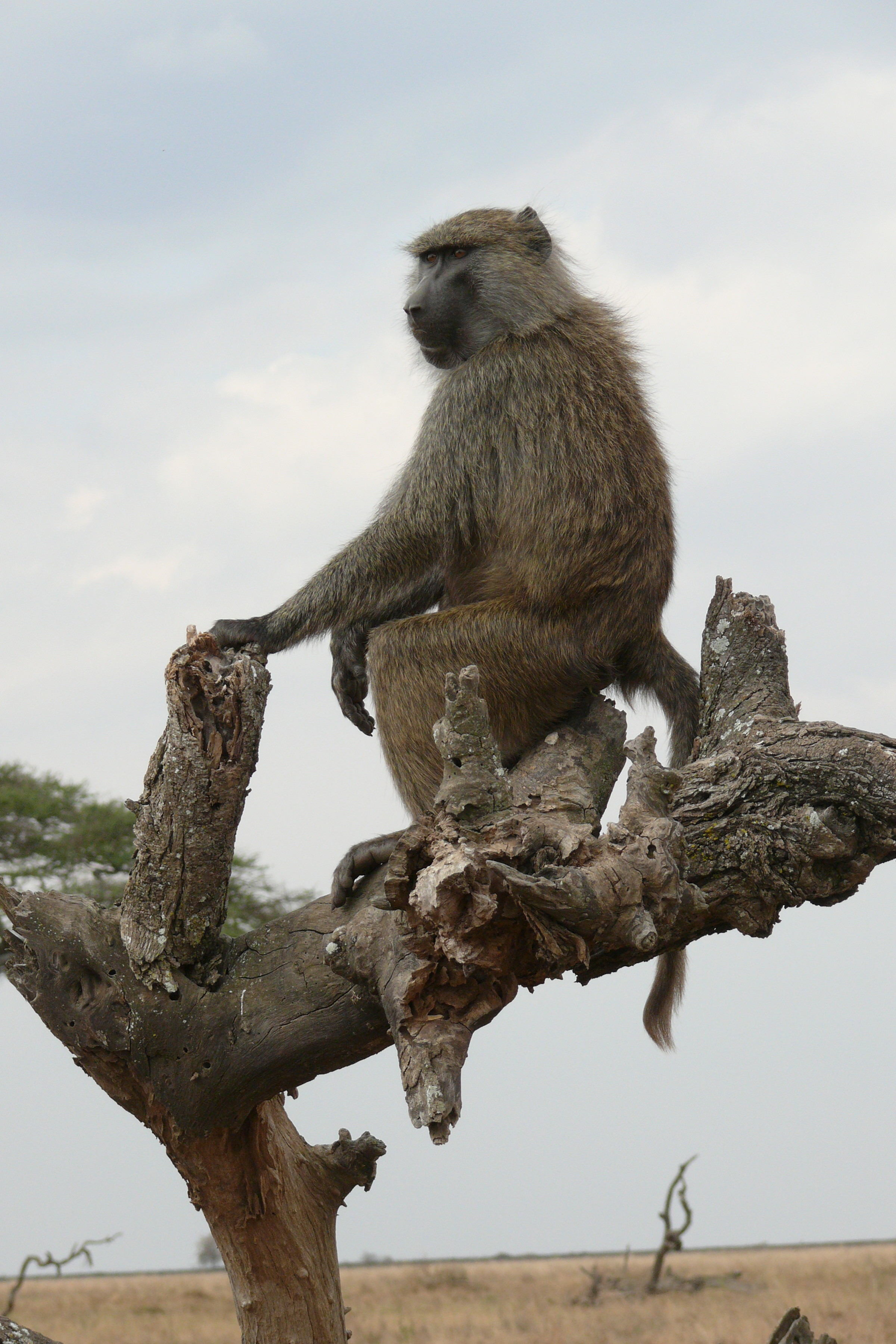
나무에 올라 망을 보는 올리브개코원숭이

### 사회 구조
올리브개코원숭이는 15-150마리 가량의 거대한 무리를 지어 생활하는 사회성 동물으로, 암컷과 그 새끼들로 주로 구성되어 있으며 수컷은 매우 미미한 부분만을 차지한다. 무리를 구성하고 있는 개코원숭이마다 고유의 지위를 가지고 있으며, 이 지위는 구성이 다소 수직적이다. 암컷의 지위가 같은 암컷 새끼들에게 세습되는 모계 사회를 이루고 있으며, 그래서 성숙한 암컷들이 무리의 핵심이 된다. 혈통이 가까운 암컷들은 제각기 무리 내에서 소규모의 하위 집단을 형성하며, 서로서로 털을 다듬어 주거나 함께 몰려다니며 사냥이나 외적 방위도 하는 등 가까운 관계를 유지한다. 암컷들은 평생 동안 원래 무리를 떠나는 일이 없기 때문에 기본적으로 우호 관계는 반영구적이다.
어떨 때는 하위 집단들이 대립하게 될 때도 있는데, 대부분 먹이 부족 등의 이유로 자원 분배 문제가 심각해져서 경쟁이 불가피해질 때는 서로 마찰을 빚게 된다. 하나 그렇게 무리 내의 갈등이 격화되어도 암컷들의 우호 관계는 끊어지지 않으며, 여전히 함께 어울려 다니는 것으로 밝혀졌다. 지배층이라 할 수 있는 암컷들이 더 많은 양의 먹이를 먹으며 교미 횟수와 상대 수컷이나 새끼들의 숫자 등에서 우위를 보이며, 탄자니아의 일부 올리브개코원숭이들은 더 높은 위치에 있는 암컷일수록 그 새끼를 낳는 기간이 짧아지고, 그렇게 낳은 새끼들의 성장은 더 빠르며 생존율도 높다. 그러나 덩달아서 유산도 늘어나며 몇몇 고위층 암컷들은 심각한 영양 실조를 앓고 있는 것으로도 밝혀졌다. 일부 이론에서는 이것을 스트레스의 영향이라고 해석하기도 한다.
무리 내의 암컷들은 수컷들과 영구적인 우호 관계를 맺으며 이는 이른바 우애(Friendship)로 알려져 있다. 번식 행위와는 관계 없는 이 우애를 맺는 것으로 수컷과 암컷 모두 쌍방간에 이득을 보는데, 우애 관계를 맺는 것으로 수컷은 무리에 합류하면서 금방 동화될 수 있으며 짝을 쉽게 찾을 수도 있고, 암컷은 수컷의 보호를 받으며 암컷들 자신과 새끼들을 지킬 수 있다. 이따금 수컷들이 암컷들의 새끼들을 지켜 주는 것으로 암컷들은 새끼들을 기르는 데 물리적으로 새끼들을 운반하거나 위기에 대비하는 것 등을 수컷들에게 맡기게 된다. 우애 관계는 보통 관계를 맺는 데 거리낌이 없는 암컷들과 막 무리에 합류한 수컷 사이에서 생기는데, 꽤 오래가는 경우도 있으며 한 번 우애가 형성되면 행동을 같이하면서 털을 손질해 주거나 공동 양육을 하는 등 여러 가지 은덕을 주고받는다.